# Chuyện tình bác sĩ
Chuyện tình bác sĩ (Hangul: 닥터스; Romaja quốc ngữ: Dakteoseu; tiếng Anh: Doctors) là bộ phim truyền hình Hàn Quốc của ngôi sao điện ảnh Park Shin-hye và Kim Rae-won. Phim lên sóng vào thứ Hai và thứ Ba vào lúc 22:00 (giờ chuẩn Hàn Quốc) trên kênh SBS vào ngày 20 tháng 6 năm 2016.

## Cốt truyện
Yoo Hye-jung (Park Shin-hye) là một cô gái bướng bỉnh ở trường trung học phổ thông với tính cách rất dễ cáu giận. Bởi vì có một tuổi thơ bất hạnh, Hye-jung giữ trái tim mình tránh xa khỏi mọi người. Tuy nhiên, cô đã thay đổi sau khi gặp người thầy của mình là Hong Ji-hong (Kim Rae-won), người nắm giữ chìa khóa trong cuộc đời cô từ một người "mất hết hi vọng" đến một bác sĩ có cảm xúc. Họ sau đó đi theo những con đường của riêng mình nhưng họ đã gặp lại nhau sau 13 năm, khi Yoo Hye-jung trở thành một bác sĩ.

## Diễn viên

### Diễn viên chính
- Park Shin-hye trong vai Yoo Hye-jung
  - Kal So-won trong vai Yoo Hye-jung lúc nhỏ

Yoo Hye-jung là một nhà giải phẫu thần kinh xuất sắc. Cô học khá chểnh mảng ở trường trung học phổ thông, được biết đến về tính cách dễ giận. Trải qua tuổi thơ khó khăn, cô cảm thấy khó khăn để tin tưởng người khác. Người mà cô tin tưởng và yêu thương nhất là bà cô. Tuy nhiên, suy nghĩ của cô đã thay đổi sau khi gặp giáo viên của mình là Hong Ji-hong, người đã giúp cô tìm đến mục tiêu của mình trong đời.
- Kim Rae-won trong vai Hong Ji-hong
  - Park Solomon trong vai Hong Ji-hong lúc nhỏ

Hong Ji-hong là một người đàn ông chăm chỉ. Bố mẹ anh mất khi anh còn trẻ và nhận làm con nuôi. Anh sau đó trở thành một bác sĩ nhưng một tai nạn khiến anh trở về làm một giáo viên. Anh chăm sóc các thanh niên và đặc biệt là học sinh của anh. Điều đó khiến anh cảm thấy thú vị trong cuộc sống của cô nàng nổi loạn Yoo Hye-jung. Sau đó hai người đi theo con đường riêng, cô đã đi theo con đường mà anh mong ước. Khi họ gặp nhau sau 13 năm anh mới đủ dũng cảm nói cảm giác của mình cho Yoo Hye-jung.
- Yoon Kyun-sang trong vai Jung Yoon-do

Jung Yoon-do cũng là một nhà giải phẫu thần kinh, xuất thân từ một gia đình giàu có, vì vậy, anh không giỏi trong tình huống khó khăn. Tuy nhiên, anh biết sắp xếp mọi việc với sự nghiêm khắc. Anh cảm thấy mình có tình cảm với Yoo Hye-jung, người mà tính cách rất khác anh.
- Lee Sung-kyung trong vai Jin Seo-woo

Jin Seo-woo cũng là một nhà giải phẫu và cũng là người bạn hoặc đối thủ với Yoo Hye-jung. Cô thích Hong Ji-hong, nhưng khi nhìn thấy mối quan hệ giữa Hong Ji-hong và Yoo Hye-jung, cô luôn tạo rắc rối cho họ, điều khiến họ đi những con đường riêng, để quên đi Hong. Cô thích Jung Yoon-do nhưng cảm thấy không đủ với Hye Jung bởi sự tình cảm Yoon Do đối với Yoo Hye-jung.

### Gia đình Hong Ji-hong
- Lee Ho-jae trong vai Hong Doo-sik - Cha nuôi Ji-hong và là chủ tịch bệnh viện Gookil
- Yoo Da-in trong vai Jo In-joo

Jo In-joo là bác sĩ chuyên khoa phẫu thuật, bạn thân với Hong Ji-hong và Jung Pa-ran. Cô ấy thầm mến Hong Ji-hong từ lúc học đại học.

### Gia đình Yoo Hye-jung
- Kim Young-ae trong vai Kang Mal-soon - Bà nội Hye-jung
- Jang Hae-gyun trong vai Yoo Min-ho - Cha của Hye-jung và Yoo-na
- Park Ji-a trong vai Lee Ga-jin - Mẹ của Yoo-na và mẹ kế của Hye-jung
- Han Bo-bae trong vai Yoo Yoo-na - Em gái cùng cha khác mẹ với Hye-jung

### Gia đình Jin Seo-woo
- Jeon Gook-hwan trong vai Jin Sung-jong - Ông nội Jin Seo-woo và là phó chủ tịch bệnh viện Gookil
- Um Hyo-sup trong vai Jin Myung-hoon - Cha của Jin Seo-woo và là viện trưởng bệnh viện Gookil
- Yoon Hae-young trong vai Yoon Ji-young - Mẹ của Jin Seo-woo

### Nhân viên bệnh viện
- Kim Min Seok vai Choi Kang-soo – Bác sĩ thường trú năm nhất khoa ngoại thần kinh
- Jang Hyun-sung trong vai Kim Tae-ho – Phó giám đốc bệnh viển Gookil và trưởng khoa khoa ngoại thần kinh
- Baek Sung-hyun trong vai Pi Young-gook
- Um Hyo-sup trong vai Jin Myung-ho
- Yoon Hae-young trong vai Yoon Ji-young
- Jeon Gook-hwan trong vai Jin Seong-jong
- Kim Kang-hyun trong vai Kang Kyung-joon
- Jo Hyun-sik trong vai Ahn Joong-dae
- Pyo Ye-jin trong vai Hyun Soo-jin – y tá năm thứ năm
- Lee Sun-ho trong vai Jung Pa-ran

Jung Pa-ran là giáo sư và trưởng khoa ngoại, đồng thời là chú của Jung Yoon-do. Thời đại học là bạn thân với Hong Ji-hong và Jo In-joo. Anh là một bác sĩ đa tài lại có mị lực, khiếu thẩm mĩ rất cao.
- Choi Sung-jae trong vai Hwangbo Tae-yang
- Ji Yi-soo trong vai Yoo Byul – y tá năm thứ hai

### Những người khác
- Kim Dae-sung trong vai DJ ở hộp đêm
- Lee Jin-kwon trong vai bạn của Kim Soo-cheol
- Jung Kyung-soon trong vai Oh Young-mi
- Ji Soo trong vai Kim Soo-cheol
- Moon Ji-in trong vai Chun Soon-hee

### Vai diễn khách mời
- Lee Ki-woo vai Gong Byeong-doo
- Han Hye-jin vai Jo Soo-ji
- Jo Dal-hwan vai Ahn Sung-soo, kẻ theo đuổi và hành hung Soo-ji
- Lim Ji-yeon trong vai Lee Soo-jeong
- Namkoong Min vai ông bố hai con đơn thân
- Lee Sang-yeob vai Kim Woo-jin – chồng sắp cưới của Lee Hee-young (tập 15, 16, 18, 20)

## Bài hát trong phim

### Danh sách ca khúc
| STT | Nhan đề                               | Artist                                     | Thời lượng |
| --- | ------------------------------------- | ------------------------------------------ | ---------- |
| 1.  | "No Way"                              | Park Yong-in & Kwon Soon-il (Urban Zakapa) | 3:44       |
| 2.  | "Sunflower"                           | Younha ft. Kassy                           | 3:30       |
| 3.  | "That Love (그 애)"                   | Jung-yup (Brown Eyed Soul)                 | 3:42       |
| 4.  | "You're Pretty (넌 예뻐)"             | Jungho (2MUCH)                             | 3:11       |
| 5.  | "Sun Shower (여우비)"                 | Se O (Jelly Cookie)                        | 4:40       |
| 6.  | "No Way (Không lời)"                  |                                            | 3:44       |
| 7.  | "Sunflower (Không lời)"               |                                            | 3:30       |
| 8.  | "That Love (그 애) (Không lời)"       |                                            | 3:42       |
| 9.  | "You're Pretty (넌 예뻐) (Không lời)" |                                            | 3:43       |
| 10. | "Sun Shower (여우비) (Không lời)"     |                                            | 4:40       |
| 11. | "School"                              | Nhiều nghệ sĩ                              | 2:34       |
| 12. | "From Me to You"                      | Nhiều nghệ sĩ                              | 2:55       |
| 13. | "Beautiful Lies"                      | Nhiều nghệ sĩ                              | 2:09       |
| 14. | "Chromatic Surgery"                   | Nhiều nghệ sĩ                              | 4:08       |
| 15. | "Doctor's Memory"                     | Nhiều nghệ sĩ                              | 1:52       |
| 16. | "Healing Heart"                       | Nhiều nghệ sĩ                              | 2:20       |
| 17. | "Into the Time"                       | Nhiều nghệ sĩ                              | 2:20       |
| 18. | "Table Death"                         | Nhiều nghệ sĩ                              | 2:06       |
| 19. | "Pitter-Patter"                       | Nhiều nghệ sĩ                              | 1:36       |
| 20. | "Awake Surgery"                       | Nhiều nghệ sĩ                              | 2:48       |
| 21. | "Hurt and Heart"                      | Nhiều nghệ sĩ                              | 2:10       |
| 22. | "Sad Gold Spoon"                      | Nhiều nghệ sĩ                              | 2:48       |
| 23. | "Good-bye My Fellow"                  | Nhiều nghệ sĩ                              | 3:00       |
| 24. | "Code Blue"                           | Nhiều nghệ sĩ                              | 2:45       |
| 25. | "Doctors in Love"                     | Nhiều nghệ sĩ                              | 1:45       |

### Các ca khúc xuất hiện trên bảng xếp hạng
| Tên ca khúc                                          | Năm  | Thứ hạng cao nhất | Doanh số             | Ghi chú |
| Tên ca khúc                                          | Năm  | Gaon              | Doanh số             | Ghi chú |
| ---------------------------------------------------- | ---- | ----------------- | -------------------- | ------- |
| "No Way" (Park Yong In, Kwon Soon Il (Urban Zakapa)) | 2016 | 24                | - KOR (DL): 212,642+ | Part 1  |
| "Sunflower" (Younha ft. Kassy)                       | 2016 | 72                | - KOR (DL): 159,597+ | Part 2  |
| "It's Love" (Jung Yup (Brown Eyed Soul))             | 2016 | 36                | - KOR (DL): 179,405+ | Part 3  |

### OST phần 1
| STT              | Nhan đề          | Ca sĩ                                     | Thời lượng |
| ---------------- | ---------------- | ----------------------------------------- | ---------- |
| 1.               | "No Way"         | Park Yong-in & Kwon Sun-il (Urban Zakapa) | 3:45       |
| 2.               | "No Way" (Inst.) |                                           | 3:45       |
| Tổng thời lượng: | Tổng thời lượng: | Tổng thời lượng:                          | 7:30       |

### OST phần 2
| STT              | Nhan đề             | Ca sĩ            | Thời lượng |
| ---------------- | ------------------- | ---------------- | ---------- |
| 1.               | "Sunflower"         | Younha ft. Kassy | 3:30       |
| 2.               | "Sunflower" (Inst.) |                  | 3:30       |
| Tổng thời lượng: | Tổng thời lượng:    | Tổng thời lượng: | 7:00       |

### OST phần 3
| STT              | Nhan đề                                      | Ca sĩ                      | Thời lượng |
| ---------------- | -------------------------------------------- | -------------------------- | ---------- |
| 1.               | "That Love (그 애 (愛))"                     | Jung-yup (Brown Eyed Soul) | 3:42       |
| 2.               | "That Love (그 애 (愛))" (Inst.)             |                            | 3:42       |
| 3.               | "That Love (그 애 (愛))" (Chorus Ver. Inst.) |                            | 3:42       |
| Tổng thời lượng: | Tổng thời lượng:                             | Tổng thời lượng:           | 11:06      |

### OST Phần 4
| STT              | Nhan đề                                       | Ca sĩ               | Thời lượng |
| ---------------- | --------------------------------------------- | ------------------- | ---------- |
| 1.               | "You're Pretty (넌 예뻐)"                     | 2MUCH               | 3:07       |
| 2.               | "You're Pretty (넌 예뻐)" (Inst.)             |                     | 3:07       |
| 3.               | "You're Pretty (넌 예뻐)" (Chorus Ver. Inst.) |                     | 3:07       |
| 4.               | "Fox Rain (여우비)"                           | SE O (Jelly Cookie) | 4:40       |
| 5.               | "Fox Rain (여우비)" (Inst.)                   |                     | 4:40       |
| Tổng thời lượng: | Tổng thời lượng:                              | Tổng thời lượng:    | 18:41      |

## Tỉ lệ người xem
Trong bảng phía dưới, số màu xanh biểu thị tập có tỉ lệ người xem thấp nhất và số màu đỏ biểu thị tập có tỉ lệ người xem cao nhất.
| Tập #      | Ngày lên sóng            | Trung bình khán giả chia sẻ | Trung bình khán giả chia sẻ | Trung bình khán giả chia sẻ | Trung bình khán giả chia sẻ |
| Tập #      | Ngày lên sóng            | Bình chọn TNMS              | Bình chọn TNMS              | AGB Nielsen                 | AGB Nielsen                 |
| Tập #      | Ngày lên sóng            | Cả nước                     | Vùng thủ đô Seoul           | Cả nước                     | Vùng thủ đô Seoul           |
| ---------- | ------------------------ | --------------------------- | --------------------------- | --------------------------- | --------------------------- |
| 1          | Ngày 20 tháng 6 năm 2016 | 11.4% (xếp thứ tư)          | 15.1% (xếp thứ tư)          | 12.9% (xếp thứ tư)          | 14.7% (xếp thứ tư)          |
| 2          | Ngày 21 tháng 6 năm 2016 | 12.4% (xếp thứ tư)          | 16.9% (xếp thứ ba)          | 14.2% (xếp thứ tư)          | 16.2% (xếp thứ tư)          |
| 3          | Ngày 27 tháng 6 năm 2016 | 12.8% (xếp thứ tư)          | 16.5% (xếp thứ ba)          | 14.4% (xếp thứ ba)          | 16.9% (xếp thứ ba)          |
| 4          | Ngày 28 tháng 6 năm 2016 | 14.6% (xếp thứ ba)          | 17.8% (xếp thứ hai)         | 15.6% (xếp thứ ba)          | 18.0% (xếp thứ hai)         |
| 5          | Ngày 4 tháng 7 năm 2016  | 16.1% (xếp thứ ba)          | 20.7% (xếp thứ nhất)        | 18.4% (xếp thứ ba)          | 20.2% (xếp thứ ba)          |
| 6          | Ngày 5 tháng 7 năm 2016  | 16.8% (xếp thứ ba)          | 20.8% (xếp thứ nhất)        | 19.7% (xếp thứ ba)          | 21.6% (xếp thứ hai)         |
| 7          | Ngày 11 tháng 7 năm 2016 | 18.4% (xếp thứ ba)          | 22.3% (xếp thứ nhất)        | 18.8% (xếp thứ ba)          | 21.3% (xếp thứ hai)         |
| 8          | Ngày 12 tháng 7 năm 2016 | 17.8% (xếp thứ ba)          | 20.3% (xếp thứ hai)         | 19.2% (xếp thứ hai)         | 21.1% (xếp thứ hai)         |
| 9          | Ngày 18 tháng 7 năm 2016 | 16.8% (xếp thứ ba)          | 20% (xếp thứ hai)           | 19.4% (xếp thứ ba)          | 21.5% (xếp thứ hai)         |
| 10         | Ngày 19 tháng 7 năm 2016 | 17.2% (xếp thứ nhất)        | 19.9% (xếp thứ nhất)        | 19.3% (xếp thứ nhất)        | 22.6% (xếp thứ nhất)        |
| 11         | Ngày 25 tháng 7 năm 2016 | 17.2% (xếp thứ ba)          | 20.2% (xếp thứ nhất)        | 19.2% (xếp thứ ba)          | 21.9% (xếp thứ hai)         |
| 12         | Ngày 26 tháng 7 năm 2016 | 18.2% (xếp thứ ba)          | 20.9% (xếp thứ nhất)        | 18.7% (xếp thứ ba)          | 21.7% (xếp thứ hai)         |
| 13         | Ngày 1 tháng 8 năm 2016  | 17.6% (xếp thứ tư)          | 20.6% (xếp thứ nhất)        | 18.7% (xếp thứ ba)          | 20.8% (xếp thứ nhất)        |
| 14         | Ngày 2 tháng 8 năm 2016  | 17.2% (xếp thứ ba)          | 21.2% (xếp thứ nhất)        | 19.6% (xếp thứ hai)         | 21.8% (xếp thứ nhất)        |
| 15         | Ngày 8 tháng 8 năm 2016  | 20.0% (xếp thứ ba)          | 23.3% (xếp thứ nhất)        | 21.3% (xếp thứ hai)         | 23.1% (xếp thứ ba)          |
| 16         | Ngày 9 tháng 8 năm 2016  | 18.4% (xếp thứ hai)         | 21.4% (xếp thứ nhất)        | 20.6% (xếp thứ hai)         | 22.4% (xếp thứ nhất)        |
| 17         | Ngày 15 tháng 8 năm 2016 | 20.6% (xếp thứ hai)         | 23.8% (xếp thứ nhất)        | 20.8% (xếp thứ hai)         | 22.8% (xếp thứ nhất)        |
| 18         | Ngày 22 tháng 8 năm 2016 | 16.2% (xếp thứ tư)          | 19.7% (xếp thứ hai)         | 19.5% (xếp thứ ba)          | 22.0% (xếp thứ hai)         |
| 19         | Ngày 22 tháng 8 năm 2016 | 16.1% (xếp thứ năm)         | 19.5% (xếp thứ ba)          | 17.8% (xếp thứ tư)          | 19.6% (xếp thứ tư)          |
| 20         | Ngày 23 tháng 8 năm 2016 | 17.9% (xếp thứ ba)          | 21.2% (xếp thứ nhất)        | 20.2% (xếp thứ hai)         | 22.0% (xếp thứ hai)         |
| Trung bình | Trung bình               | 16.685%                     | 20.105%                     | 18.405%                     | 20.61%                      |

## Vấn đề
Tập 18 không được lên sóng vào thứ Ba ngày 16 tháng 8 như đúng lịch vì hôm đó có buổi phát sóng trực tiếp Thế vận hội Mùa hè 2016 tại Rio de Janeiro, Brazil. Sau đó tập được phát sóng bù vào thứ Hai ngày 22 tháng 8 năm 2016.

## Sản xuất
Buổi đọc kịch bản lần đầu tiên được tổ chức vào ngày 28 tháng 4 năm 2016 ở Xưởng phim Sản xuất phim IIsan của SBS ở Goyang, Gyeonggi, Hàn Quốc.

## Chiếu ở quốc tế
Bộ phim được lên sóng ở Singapore, Malaysia và Indonesia ở kênh ONE TV ASIA trên truyền hình trả phí của Sony vào thứ Ba và thứ Tư vào khung giờ 20:10 (Giờ chuẩn Singapore I Giờ chuẩn Malaysia), khung giờ 19:10 (Giờ ở Indonesia) trong vòng 24 tiếng trong chương trình truyền hình đầu tiên ở Hàn Quốc. Bộ phim cũng chiếu ở các truyền thông đa phương tiện khác ở Singapore ở Viu với phụ đề tiếng Anh.
Ở Thái Lan, phim được lên sóng ở kênh 8 trên mạng lưới Công ty Trách nhiệm hữu hạn Đại chúng RS, vào thứ Hai và thứ Ba vào khung giờ 22:00 bắt đầu từ ngày 4 tháng 7 năm 2016.
Ở Việt Nam, kênh HTV2 mua bản quyền và chiếu trên kênh Youtube của họ chỉ vài tiếng sau khi phim được chiếu ở Hàn Quốc.